# Stadion Lahti
Das Stadion Lahti (finnisch Lahden stadion) ist ein Fußballstadion mit Leichtathletikanlage in der finnischen Stadt Lahti. Es wird hauptsächlich als Spielstätte des FC Lahti genutzt.

## Geschichte
Das 1981 errichtete und im Jahr 2003 renovierte Stadion ist ein Teil des Sportzentrums Lahti (Lahden Urheilukeskus). Das Stadion bietet Platz für 14.465 Zuschauer. Hiervon sind 7.465 Sitz- und 7.000 Stehplätze.
Im Stadion fanden vom 28. Juli bis 8. August 2009 die XVIII. Weltmeisterschaften der Seniorenleichtathletik statt, an denen rund 5.300 Seniorenleichtathleten teilnahmen. Zudem war es einer der fünf Spielorte der Fußball-Europameisterschaft der Frauen 2009. Im Stadion wurden drei Vorrunden- und ein Viertelfinalspiel ausgetragen.
Im Winter finden im Stadion regelmäßig Weltcups im Skilanglauf, Biathlon und der nordischen Kombination statt. In den Jahren 1989, 2001 und 2017 wurden hier die Nordischen Skiweltmeisterschaften ausgetragen. 1981, 1991 und 2000 fanden im Stadion die Biathlon-Weltmeisterschaften statt. Zudem befindet sich direkt neben der Arena die berühmteste finnische Schanzenanlage, die Salpausselkä-Schanzen, auf der jeden Winter Weltcups im Skispringen stattfinden.

## Galerie

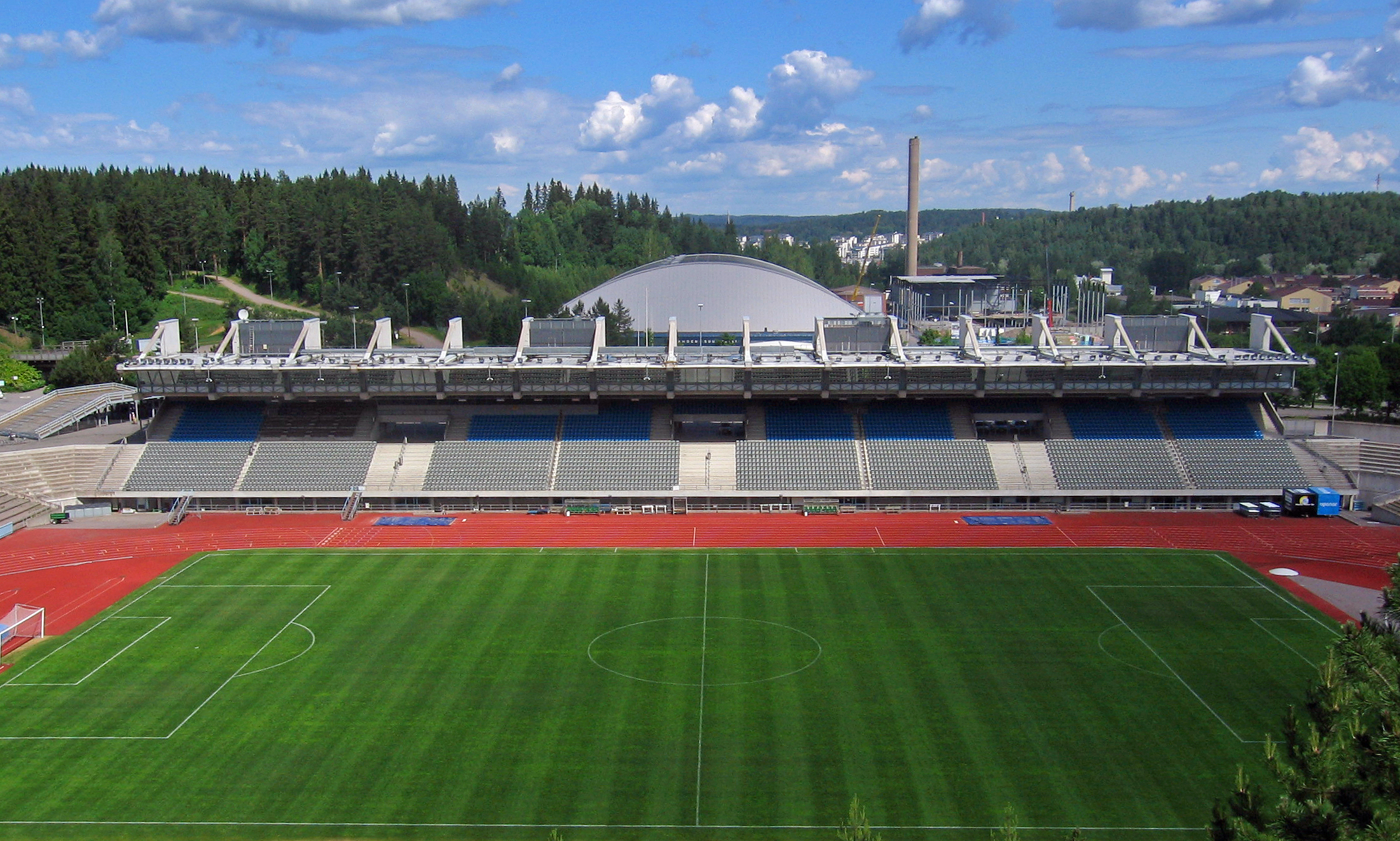
Haupttribüne des Stadions Lahti
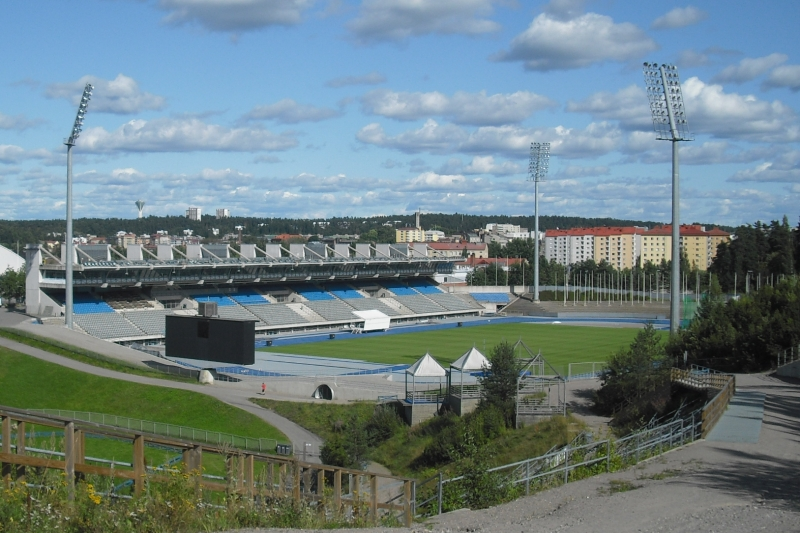
Blick in das Stadion
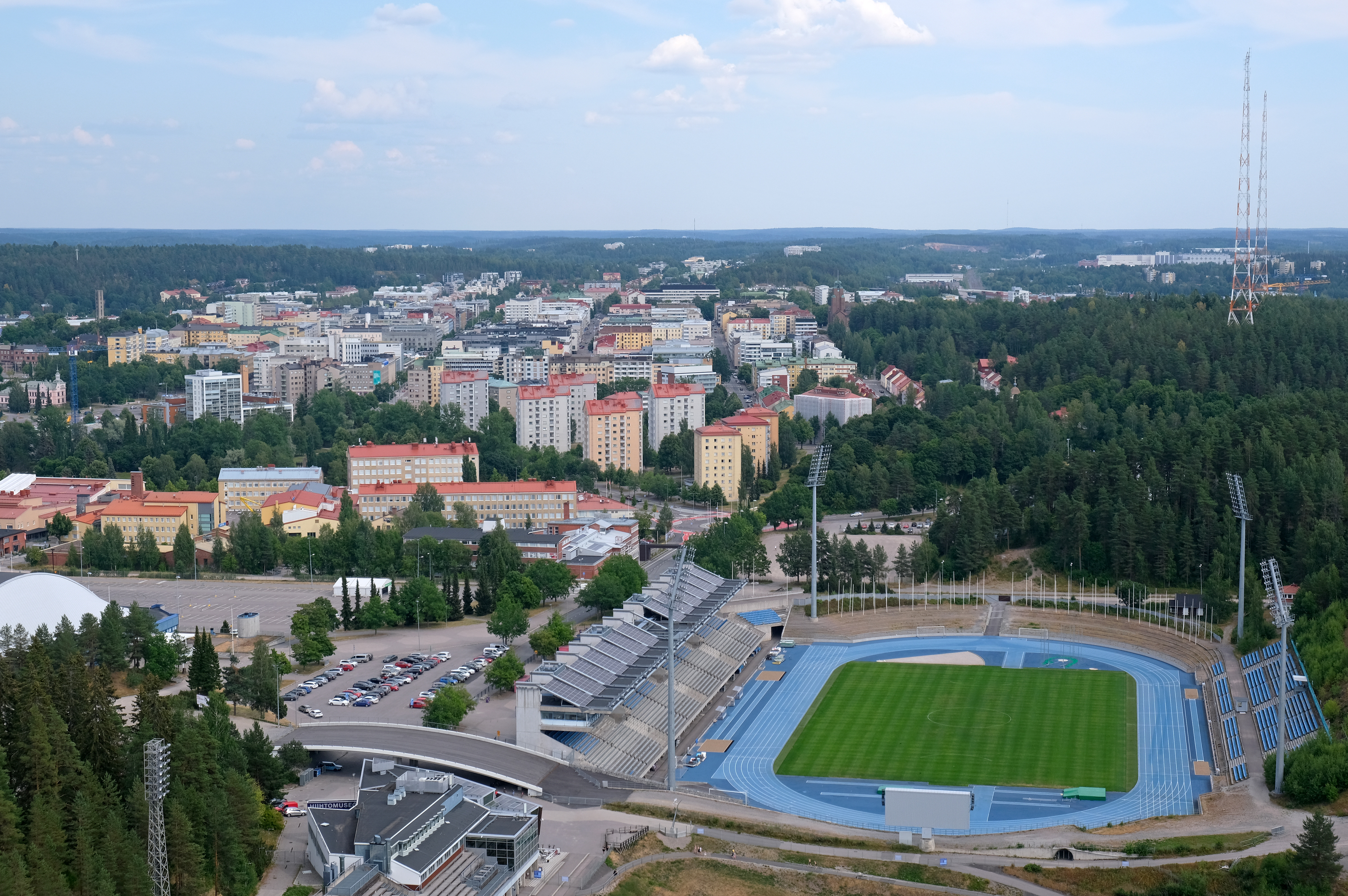
Blick von der Skisprungschanze auf das Stadion Lahti
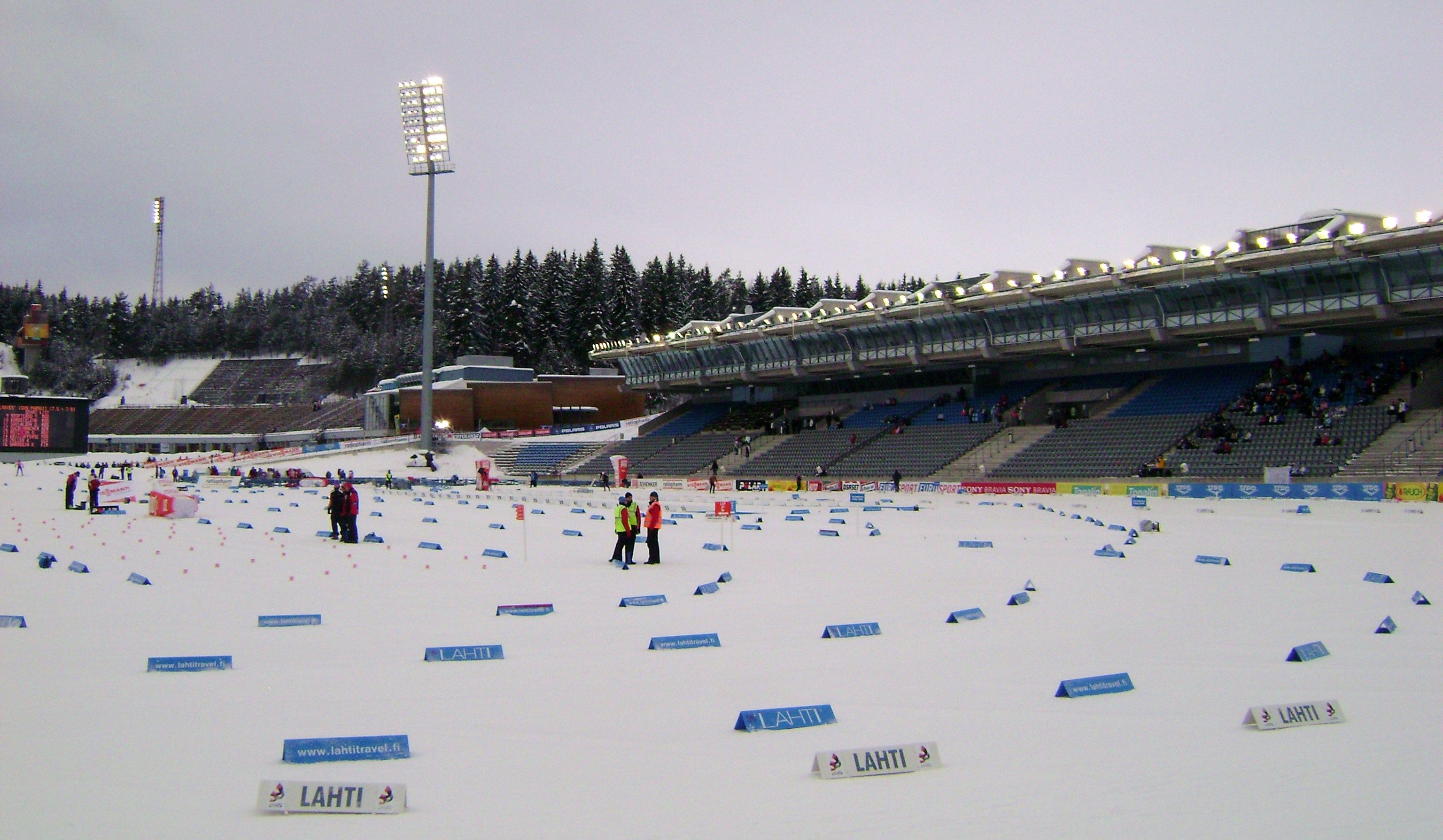
Das Stadion während der Lahti Ski Games 2010